# 헥시나
헥시나(Hexed)는 미국에서 제작된 앨런 스펜서 감독의 1993년 코미디, 스릴러 영화이다. 아리 그로스 등이 주연으로 출연하였고 마크 S. 피셔 등이 제작에 참여하였다.

## 출연

### 주연
- 아리 그로스
- 클라우디아 크리스찬

### 조연
- 애드리안 셸리
- 레이 베이커
- R. 리 이메이
- 마이클 E. 나이트

## 제작진
- 미술: 브렌톤 스위프트